# Søslaget ved Femern (1715)
Slaget ved Femern, også kendt som slaget på Kolberger Heide, var et søslag om herredømmet over den vestlige del af Østersøen i 1715. Slaget øst for Femern skete lige før det planlagte svenske søtogt mod Svensk Forpommern, hvis formål var at knuse den danske-norske orlogsflåde. I dette slag mødte Peter Wessel fregatten Hvide Ørn for et endeligt opgør.

## Baggrund
Der havde været en pause fra krigshandlingene efter Slaget ved Gadebusch og Belejringen af Tønning i 1713-1714, både fordi de økonomiske forholde havde forværret sig, og fordi kong Frederik IV og Ruslands zar Peter den store blev uenige om finansieringen af den videre krigsførelse. Først da Karl 12. af Sverige kom til Stralsund i november 1714 blev krigsviljen vækket til live i København. Da nyheden om Karl XIIs ankomst blev kendt, slog det ned som et lyn i København. Trusselen om et svensk angreb fra de nordtyske besiddelser kunne nu bliv mulig. Karl XII havde bestemt sig til at føre krig, og han kunne ikke opgive Svensk Forpommern af flere årsager. Den vigtigste årsag var at bruge stedet som udgangspunkt for en mere offensiv krigføring mod fjenderne. De allierede hære gik ind i Svensk Forpommern og belejrede Stralsund.
Allerede 11. januar 1715 lå den dansk-norske Østersø-eskadre ved Rügen med flere orlogsskibe under schoutbynacht kontreadmiral) Christian Carl Gabels kommando. Med sig havde han også fregatten Løvendals Galley under Peter Wessels kommando, som var udsendt for at rekognoscere mulige transporter fra Sverige til Stralsund. Baggrunden var at det var at svenskerne havde klaret at bryde blokaden af Stralsund to gange i 1714, den første med en konvoj eskorteret af tre orlogsskibe og den anden med syv orlogsskibe og tre fregatter fra juni til juli 1714. Danskerne ville nu hindre nye gennembrud som kunne sætte Danmarks sikkerhed i fare.
4. april 1715 sejlede en mindre svensk eskadre under ledelse af schoutbynacht Carl H. Wachtmeister fra Karlskrona og kom ind i den vestlige del af Østersøen, vest for Bornholm. I mellemtiden havde Gabel sejlet til Køge Bugt, og svenskerne regnede med at han ikke kom ud på grund af vindforholdene. Den svenske admiral Carl Hans Wachtmeister (1689–1736) klarede alligevel at sejle forbi Bornholm uden at blive opdaget, da spejderen for orlogsflåden, Peter Wessel, måtte vende tilbage til København.
Wachtmeister havde fået flere instrukser: Han skulle finde og ødelægge en russisk eskadre på flere skibe som var købt eller bygget i Storbritannien for Rusland. Han skulle også slutte sig til Gøteborgseskadren, som havde fået ordre om sejle ned gennem Storebælt. Wachtmeister ville med dette trække den dansk-norske østersøeskadre langt vestover, for at åbne for den svenske hovedflåde mod Stralsund, og derefter indfange denne eskadre under et dobbelt angreb. Men der opstod kommunikationsproblemer fordi Wachtmeister var beordret ud af Karl XII, uden at admiralitetet i Stockholm var informeret. Gøteborgseskadren kom ikke ud før det var for sent, og da var Wachtmeister langt vest for Femern.
Den 19. april 1715 returnerede Gabel til Bornholm hvor han fik melding om at der var observeret en stærk eskadre under svensk flag ved Travemünde. Desuden blev et patruljefartøj mellem Møn og Femern, fregatten Ørnen, erobret efter en to og en halv time hård træfning med Peter Wessels Hvide Ørn (30) 12. april 1715, og sejlede til Stralsund.
To dage senere kom Wessel med Løvendals Galley til Bornholm. Der gav Gabel ham ordre om at drage vestover mod Travemünde for at søge efter svenske krigsskibe. Om aftenen den 23. april kunne Wessel fortælle at den svenske eskadre på seks orlogsskibe lå ved øen Femern. Wessel var kommet i nærheden af eskadren ved at føre er falsk svensk flag. 24. april satte Gabel kurs mod Femern, men stødte på tæt tåge og blev forsinket. Det var vindstille og skibene måtte varpes (forhales) af skibsbådene for at komme videre.
Først ved middagstid friskede det op med øst-sydøstlig vind. Gabels eskadre havde fået øje på syv sejl omtrent tre mil borte, og da vinden tiltog kunne begge eskadre stille sig i slagorden og det røde flag blev hejst som signal for slag. Dette skete kl. 14 den 24. april 1715.

## Eskadrerne
Scoutbynacht Christian Carl Gabel med Østersøeskadren.
- Prinds Christian (76) flagskib
- Prinds Carl (54)
- Prinds Wilhelm (54)
- Delmenhorst (50) (1707-1735). 1712 deltog skibet i operationerne ved Rügen, og i Søslaget ved Jasmund 1715. 1719 var skibet med i Tordenskjolds Eskadre i Kattegat og var med ved Marstrands Erobring.
- Fyen (50)
- Island (50)
- Laaland (50)
- Høyenhald (30), (1709) Fregatten var en fortrinlige sejler. Som største kaliber førte den 8-pundige kanoner.
- Raa (34), fregat
- Løvendals Galley (18), fregat (kaptajn Peter Wessel)

Tre mindre fartøjer og et brandskib
Scoutbynacht Carl H. Wachtmeister med Karlskronaseskadren.
- Princessa Hedvig Sophia (75) flagskib
- Nordstjärnan (76) (kaptajn Gustav Vilhelm von Gertten)
- Södermanland (56)
- Göteborg (50)
- Hvite Ørn (30), fregat
- Falk (26), fregat